# Кавалино-Трепорти
Кавалѝно-Трепо̀рти (на италиански: Cavallino-Treporti; на венециански: Cavałin-Treporti, Кавалин-Трепорти) е община в Северна Италия, провинция Венеция, регион Венето. Разположена е на 1 m надморска височина. Населението на общината е 13 553 души (към 2014 г.).
Административен център на общината е градче Ка' Савио (Ca' Savio).